# Abiúde

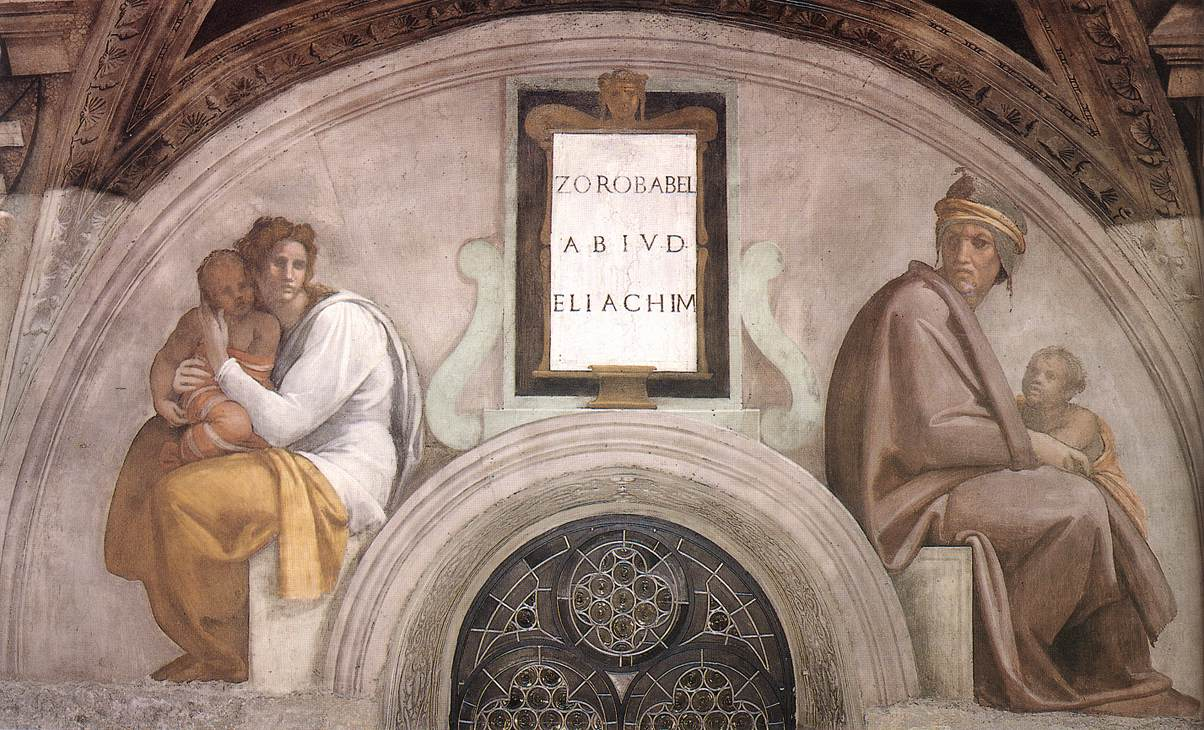
Luneta na Capela Sistina de Abiúde com Zorobabel e Eliaquim.

Abiúde era um descendente de Zorobabel, governador de Judá, e pai de Eliaquim. É identificado por alguns estudiosos como Judá (Lucas 3:26) e Obadias (I Crônicas 3:21), porém essas colocações são equivocadas, já que as genealogias de Jesus criadas por Mateus e Lucas são paralelas, entretanto não idênticas, sendo que essas no livro de I Crônicas são mais abrangentes.